# Ben Nelson
Ben Nelson, właśc. Earl Benjamin Nelson (ur. 17 maja 1941) – amerykański polityk, senator ze stanu Nebraska (wybrany w 2000 i ponownie w 2006), członek Partii Demokratycznej. Gubernator Nebraski w latach 1991–1999.
Zdobył drugą kadencję w wyborach, które odbyły się 7 listopada 2006. Jego przeciwnikiem z Partii Republikańskiej był Pete Ricketts.
W 110. Kongresie USA (2007–2009) był jedynym Demokratą ze stanowej delegacji kongresowej.
Będąc gubernatorem stanu Nebraska zezwolił na wykonanie trzech wyroków kary śmierci.